# Conus stramineus alveolus
Conus stramineus alveolus is een ondersoort van de zeeslakkensoort Conus stramineus, uit het geslacht Conus. De slak behoort tot de familie Conidae. Conus stramineus alveolus werd in 1833 beschreven door G.B. Sowerby II. Net zoals alle soorten binnen het geslacht Conus zijn deze slakken roofzuchtig en giftig. Zij bezitten een harpoenachtige structuur waarmee ze hun prooi kunnen steken en verlammen.